# (400006) 2006 HV90
(400006) 2006 HV90 es un asteroide perteneciente al cinturón de asteroides, descubierto el 29 de abril de 2006 por el equipo del Spacewatch desde el Observatorio Nacional de Kitt Peak, Arizona, Estados Unidos.

## Designación y nombre
Designado provisionalmente como 2006 HV90.

## Características orbitales
2006 HV90 está situado a una distancia media del Sol de 2,462 ua, pudiendo alejarse hasta 2,764 ua y acercarse hasta 2,161 ua. Su excentricidad es 0,122 y la inclinación orbital 2,172 grados. Emplea 1411,71 días en completar una órbita alrededor del Sol.

## Características físicas
La magnitud absoluta de 2006 HV90 es 17,8.